# Castrul roman de la Rădăcinești

## Descriere
În punctul "Cetatea", amplasat în partea nordică a satului, situl puțin cunoscut, și cercetat între 1971-1975 de Cr. M. Vladescu, Gh. Poenaru Bordea ar fi avut singură fază. 
Fortificația dreptunghiulară de piatră are dimensiunile de 54,60 x 56,70 m, orientat N-S. S-a identificat un zid de piatra gros de 1,60 m, turnuri de colț trapezoidale; porți pe laturile de S și de E ce aveau o deschidere de 3,40 m. În incinta fortificației a fost consemnat conturul clădirii principia;
Pe baza inscripțiilor din castrul de la Bivolari, s-a putut întregi o atestare a unui numerus Syrorumsagittariorum - Surisagittarii pe două inscripții de construcție din anul 138 d.Hr.189  